# Apollo Tyres
Apollo Tyres ist ein indischer Reifenhersteller, der 1972 gegründet wurde. Apollo Tyres ist mittlerweile der 15. größte Reifenhersteller der Welt mit einem Jahresumsatz von 149,29 Milliarden indischen Rupien (rund 1,78 Milliarden Euro) im Fiskaljahr 2018. 69,5 % des Umsatzes stammen aus der APMEA-Region (Asia Pacific, Middle East, Africa), 30 % aus Europa und 0,5 % aus anderen Regionen. Bei den Produkten machen Reifen für Lkw und Busse 41,9 % des Umsatzes aus, Pkw 39,1 %, Geländewagen 10,3 %, leichte Nutzfahrzeuge 6,8 % und 1,8 % den Rest. Die erste Anlage wurde in Perambra, Thrissur, Kerala, Indien, in Betrieb genommen. Das Unternehmen verfügt nun über vier Produktionsstätten in Indien, eine in den Niederlanden und eine in Ungarn.

## Geschichte
Apollo Tyres wurde im Jahre 1972 gegründet.
Im Jahr 2003 begann Apollo Tyres eine finanzielle und technische Zusammenarbeit mit der Michelin-Gruppe. Im Jahr 2004 startete das Joint Venture Michelin Apollo Tyres Pvt in Indien eine neue Serie von Reifen für Lkw und Busse. Im Jahr 2006 erwarb Apollo Tyres Dunlop Südafrika, im Jahr 2009 den niederländischen Reifenhersteller Vredestein Banden und 2015 für 45,6 Millionen Euro die reifencom GmbH, einen führenden deutschen Reifenhändler.

## Marken
- Apollo
- Vredestein
- Kaizen
- Maloya
- Regal